# اچ‌ام‌اس دایموند (۱۸۷۴)
اچ‌ام‌اس دایموند (۱۸۷۴) (به انگلیسی: HMS Diamond (1874)) یک کشتی بود که طول آن ۲۲۰ فوت (۶۷٫۱ متر) بود. این کشتی در سال ۱۸۷۴ ساخته شد.